# Fiskergade
Fiskergade er én af Aarhus gamle gader, og den snor sig 355 m langs Aarhus Å fra Fredens Torv til Frederiksgade. 
Fiskergade blev opført under byens erhvervsmæssige opsving i 1400-tallet, da byen udvidede sig til den sydlige side af åen. Den forbandt broen fra Immervad til Brobjerg, den nuværende Frederiksbro, med Mindebro. I gaden kan man stadig se mange gamle huse fra dengang, gaden vitterlig var befolket med primært fiskere og søens folk. Den var fortrinsvist bebygget med de såkaldte boder, små fattige lejeboliger. Bygningerne på siden ud mod Aarhus Å er alle nybyggerier, da der her var haver tilknyttet de gamle boder førhen. Husenes fundamenter er mange steder stadig de gamle egebjælker, de blev bygget op på for flere hundrede år siden. Derfor kan der også opstå problemer med vand i kældrene her osv., når Åens vandstand stiger af og til over normalen. 
Drakenbergs hus ligger i Fiskergade nr. 82; han var en sømand der efter sigende skulle være blevet 145 år gammel.